# Riku Tsuchiya
Riku Tsuchiya (jap. 土屋 陸 Tsuchiya Riku; ur. 14 grudnia 1997 w Karuizawie) – japoński łyżwiarz szybki, srebrny medalista mistrzostw świata.

## Kariera
W 2017 zdobył złoto w biegu drużynowym na mistrzostwach świata juniorów w Helsinkach.
Na rozgrywanych w 2020 mistrzostwach świata juniorów w Salt Lake City zdobył srebrny medal w biegu drużynowym. 
W tej samej konkurencji zdobył następnie brązowy medal na mistrzostwach czterech kontynentów w Salt Lake City w 2024. Na rozgrywanych rok później mistrzostwach czterech kontynentów w Hachinohe był drugi w biegu na 5000 m i biegu drużynowym.